# Giải Thành tựu trọn đời của Viện phim Mỹ
Giải Thành tựu trọn đời của Viện phim Mỹ (tiếng Anh: AFI Life Achievement Award) là một giải thưởng của Viện phim Mỹ (American Film Institute, viết tắt là AFI) trao tặng hàng năm cho một cá nhân có cống hiến đặc biệt và lâu dài cho văn hóa Mỹ thông qua lĩnh vực điện ảnh và truyền hình. Giải được trao lần đầu vào ngày 26 tháng 2 năm 1973.
Tính cho đến năm 2008 đã có 35 cá nhân được trao giải, người đầu tiên là đạo diễn nổi tiếng với thể loại phim miền Tây John Ford. Từ năm 1973 đến nay mới có 6 phụ nữ (đều là diễn viên) được trao giải thành tựu trọn đời, đó là Bette Davis, Lillian Gish, Barbara Stanwyck, Elizabeth Taylor, Barbra Streisand và Meryl Streep trong đó Lillian Gish là ngôi sao điện ảnh duy nhất của thời kỳ phim câm được nhận giải. Người trẻ tuổi nhất trong số 35 cá nhân nhận giải tính đến năm 2008 là Tom Hanks (được trao giải năm 2002 khi anh mới 46 tuổi). Ba người không có quốc tịch Mỹ từng được trao giải là David Lean, Alfred Hitchcock và Sean Connery.

## Danh sách cụ thể

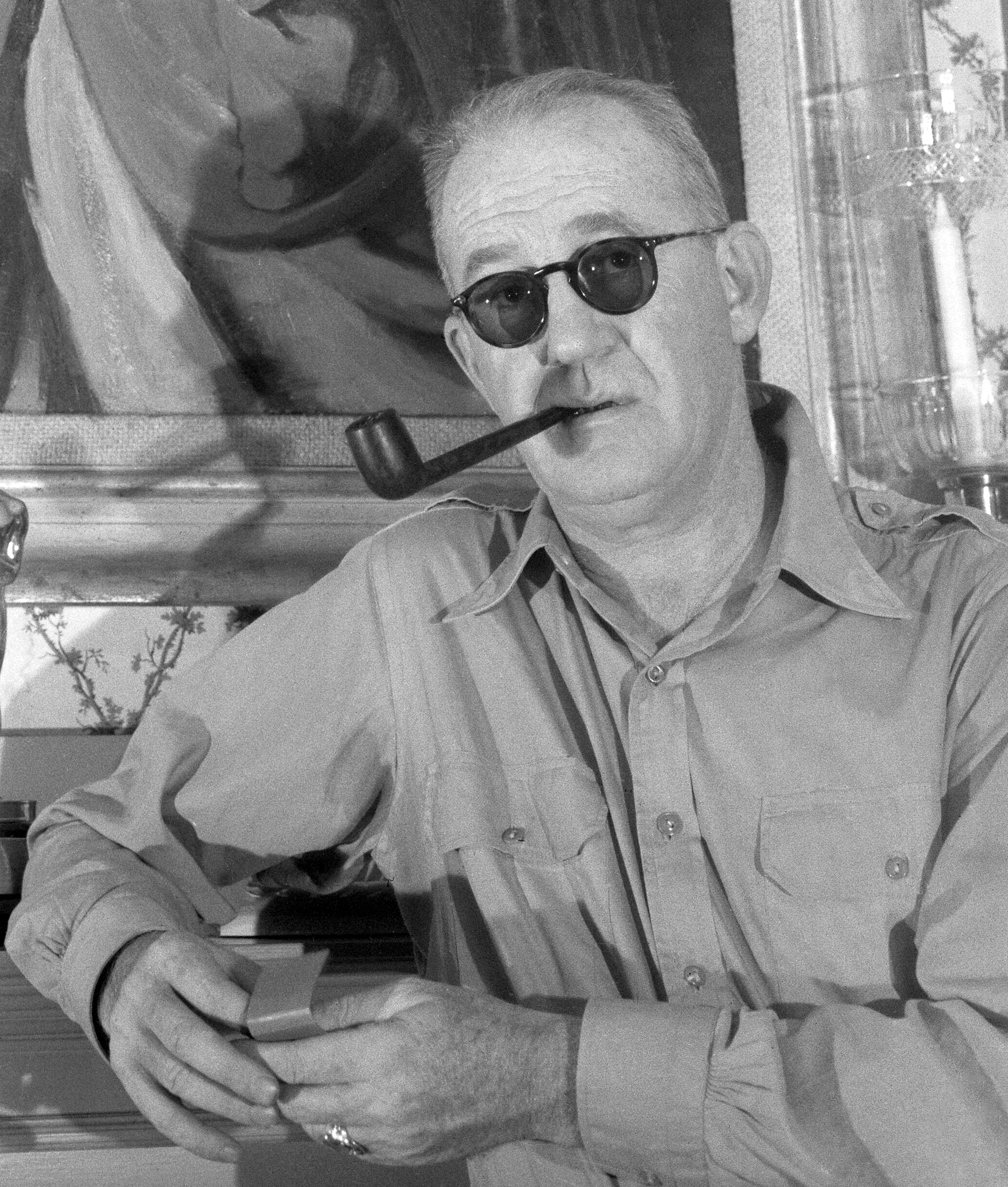
John Ford, người nhận giải đầu tiên trong lịch sử.

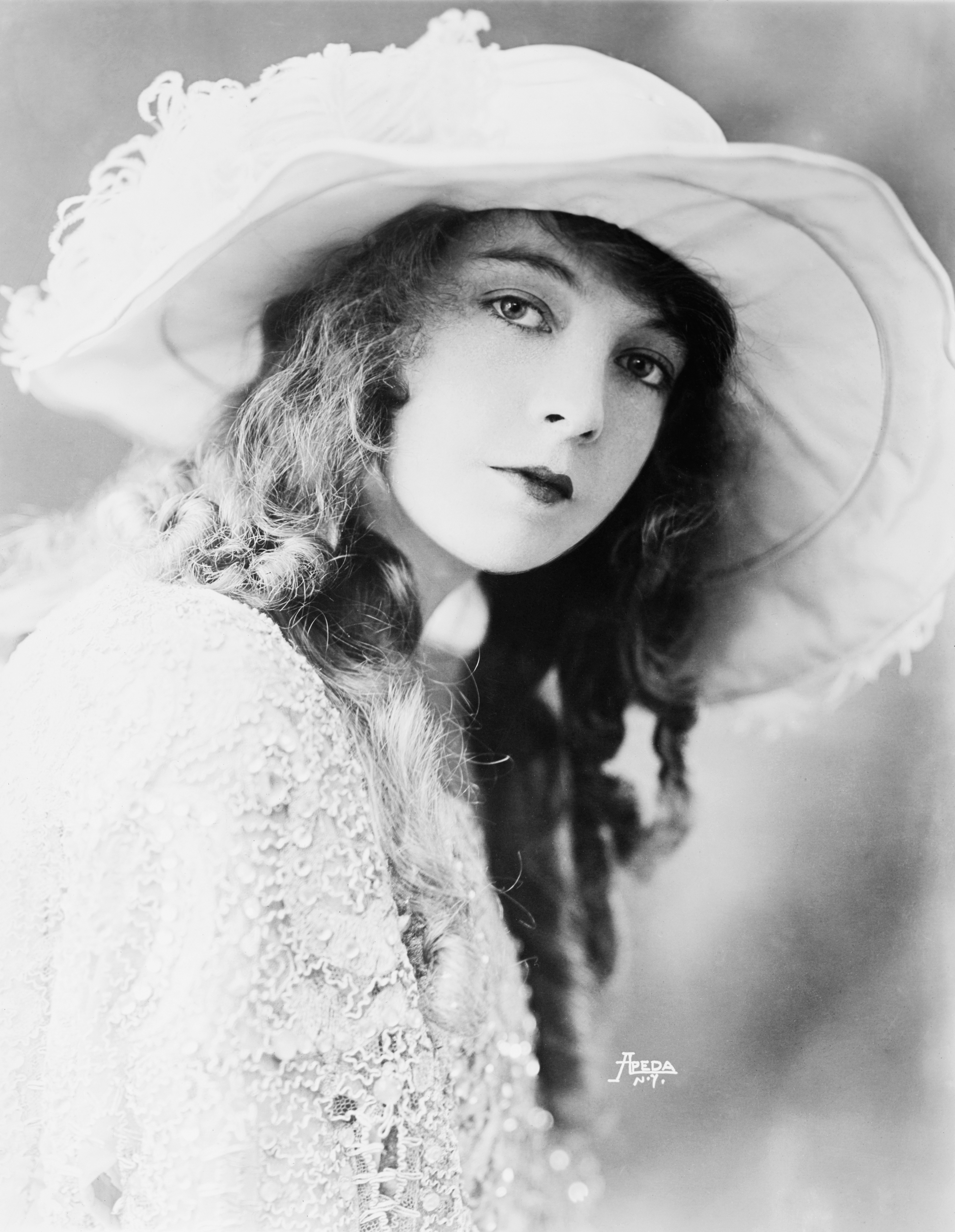
Lillian Gish là ngôi sao từ thời đại phim câm duy nhất giành chiến thắng giải thưởng này.

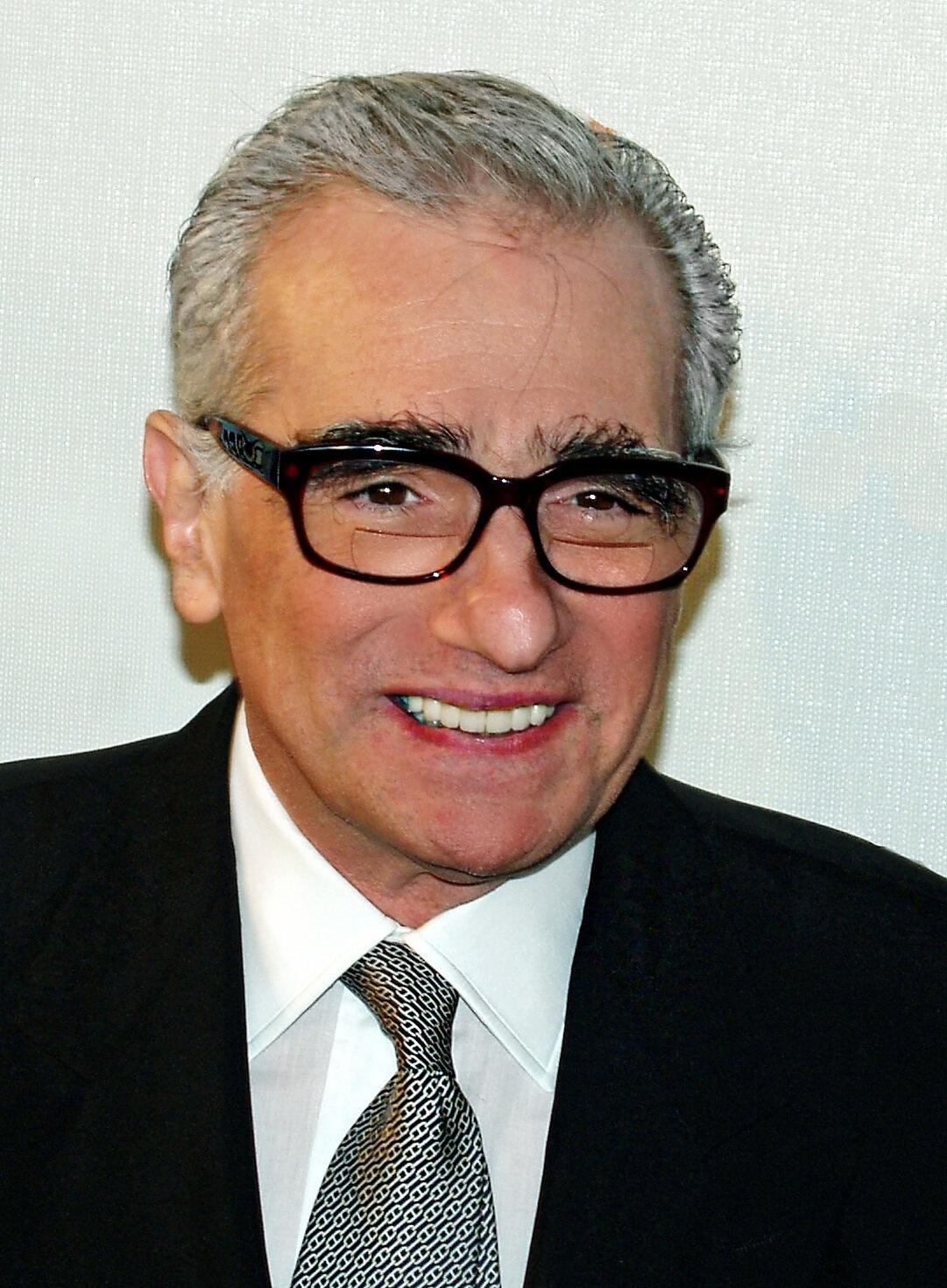
Martin Scorsese là người thứ 25 nhận giải thưởng này.

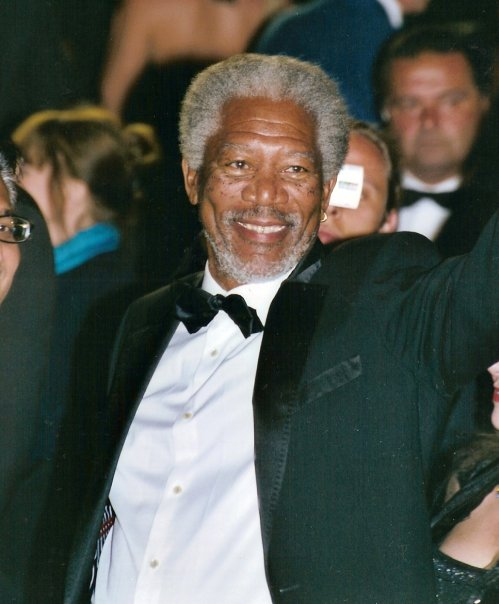
Morgan Freeman là người thứ 39 nhận giải thưởng này.

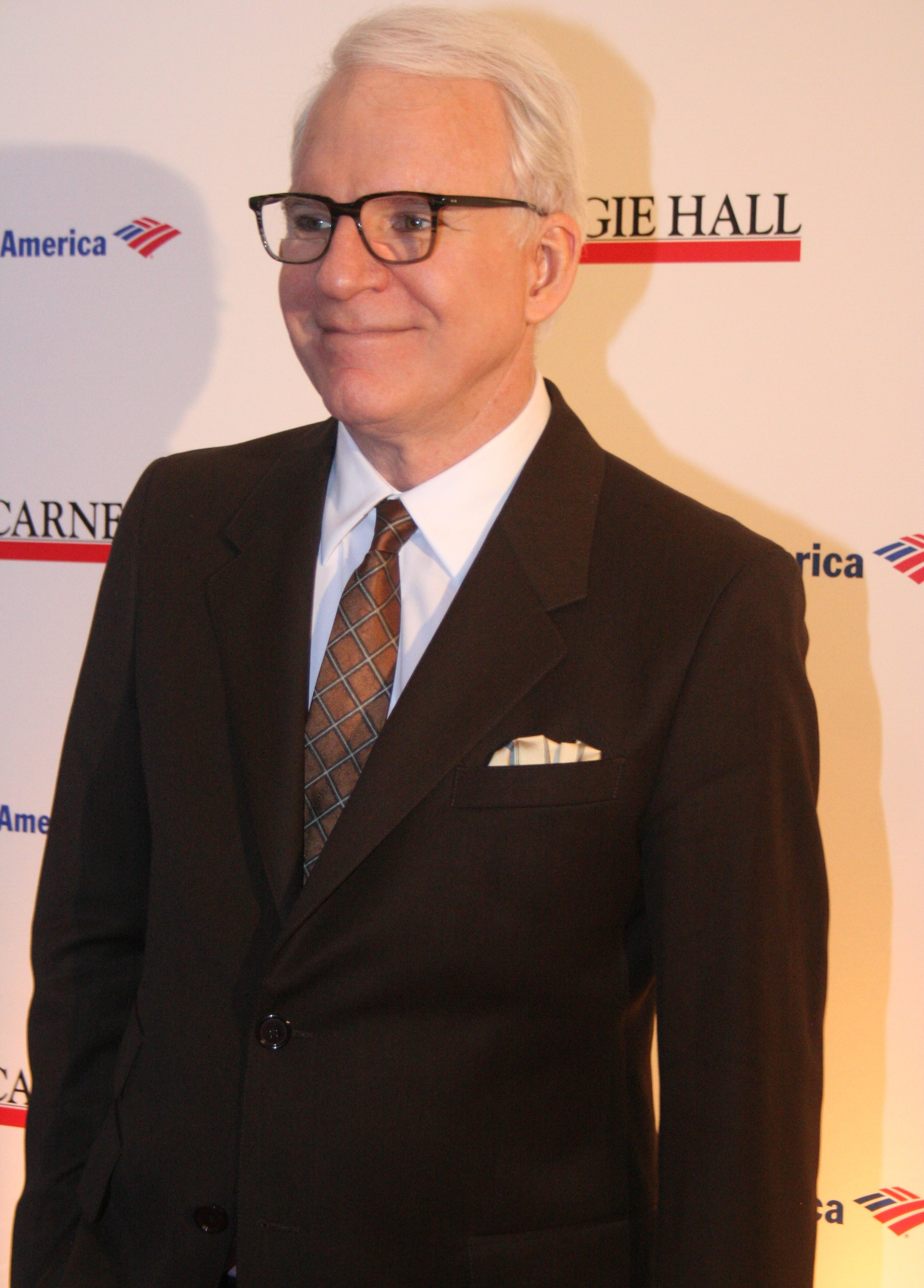
Steve Martin là người thứ 43 nhận giải thưởng này.

| STT | Năm  | Người nhận giải   | Tuổi | Ngày trao giải      | Kênh        | Chủ trì                          |
| --- | ---- | ----------------- | ---- | ------------------- | ----------- | -------------------------------- |
| 1   | 1973 | John Ford         | 79   | 31 tháng 3 năm 1973 | CBS         | Danny Kaye                       |
| 2   | 1974 | James Cagney      | 74   | 31 tháng 3 năm 1974 | CBS         | Frank Sinatra                    |
| 3   | 1975 | Orson Welles      | 59   | 9 tháng 2 năm 1975  | CBS         | Frank Sinatra                    |
| 4   | 1976 | William Wyler     | 73   | 9 tháng 3 năm 1976  | CBS         | Gregory Peck                     |
| 5   | 1977 | Bette Davis       | 68   | 1 tháng 3 năm 1977  | CBS         | Jane Fonda                       |
| 6   | 1978 | Henry Fonda       | 72   | 15 tháng 3 năm 1978 | CBS         | Không biết                       |
| 7   | 1979 | Alfred Hitchcock  | 79   | 7 tháng 3 năm 1979  | CBS         | Ingrid Bergman                   |
| 8   | 1980 | James Stewart     | 71   | 16 tháng 3 năm 1980 | CBS         | Henry Fonda                      |
| 9   | 1981 | Fred Astaire      | 81   | 10 tháng 4 năm 1981 | CBS         | David Niven                      |
| 10  | 1982 | Frank Capra       | 84   | 4 tháng 3 năm 1982  | CBS         | James Stewart                    |
| 11  | 1983 | John Huston       | 76   | 3 tháng 3 năm 1983  | CBS         | Lauren Bacall                    |
| 12  | 1984 | Lillian Gish      | 90   | 1 tháng 3 năm 1984  | CBS         | Fred Astaire                     |
| 13  | 1985 | Gene Kelly        | 72   | 7 tháng 3 năm 1985  | CBS         | Shirley MacLaine                 |
| 14  | 1986 | Billy Wilder      | 79   | 6 tháng 3 năm 1986  | NBC         | Jack Lemmon                      |
| 15  | 1987 | Barbara Stanwyck  | 79   | 9 tháng 4 năm 1987  | ABC         | Jane Fonda                       |
| 16  | 1988 | Jack Lemmon       | 63   | 10 tháng 3 năm 1988 | CBS         | Julie Andrews                    |
| 17  | 1989 | Gregory Peck      | 72   | 9 tháng 3 năm 1989  | NBC         | Audrey Hepburn                   |
| 18  | 1990 | David Lean        | 82   | 8 tháng 3 năm 1990  | ABC         | Gregory Peck                     |
| 19  | 1991 | Kirk Douglas      | 74   | 7 tháng 3 năm 1991  | CBS         | Michael Douglas                  |
| 20  | 1992 | Sidney Poitier    | 65   | 12 tháng 3 năm 1992 | NBC         | Harry Belafonte                  |
| 21  | 1993 | Elizabeth Taylor  | 61   | 11 tháng 3 năm 1993 | ABC         | Carol Burnett                    |
| 22  | 1994 | Jack Nicholson    | 56   | 3 tháng 3 năm 1994  | CBS         | Danny DeVito                     |
| 23  | 1995 | Steven Spielberg  | 48   | 2 tháng 3 năm 1995  | NBC         | Tom Hanks                        |
| 24  | 1996 | Clint Eastwood    | 65   | 29 tháng 2 năm 1996 | ABC         | Jim Carrey                       |
| 25  | 1997 | Martin Scorsese   | 54   | 20 tháng 2 năm 1997 | CBS         | Gregory Peck                     |
| 26  | 1998 | Robert Wise       | 83   | 19 tháng 2 năm 1998 | NBC         | Jack Lemmon                      |
| 27  | 1999 | Dustin Hoffman    | 61   | 18 tháng 2 năm 1999 | ABC         | Jack Nicholson                   |
| 28  | 2000 | Harrison Ford     | 57   | 17 tháng 2 năm 2000 | CBS         | George Lucas và Steven Spielberg |
| 29  | 2001 | Barbra Streisand  | 58   | 22 tháng 2 năm 2001 | Fox         | Sidney Poitier                   |
| 30  | 2002 | Tom Hanks         | 45   | 24 tháng 6 năm 2002 | USA Network | Steve Martin                     |
| 31  | 2003 | Robert De Niro    | 59   | 12 tháng 6 năm 2003 | USA Network | Billy Crystal                    |
| 32  | 2004 | Meryl Streep      | 54   | 21 tháng 6 năm 2004 | USA Network | Mike Nichols                     |
| 33  | 2005 | George Lucas      | 60   | 9 tháng 6 năm 2005  | USA Network | Melissa Disney (lồng tiếng)      |
| 34  | 2006 | Sean Connery      | 75   | 8 tháng 6 năm 2006  | USA Network | Mike Myers                       |
| 35  | 2007 | Al Pacino         | 67   | 7 tháng 6 năm 2007  | USA Network | Robin Williams                   |
| 36  | 2008 | Warren Beatty     | 71   | 12 tháng 6 năm 2008 | USA Network | Al Pacino                        |
| 37  | 2009 | Michael Douglas   | 64   | 11 tháng 6 năm 2009 | TV Land     | Jack Nicholson                   |
| 38  | 2010 | Mike Nichols      | 78   | 10 tháng 6 năm 2010 | TV Land     | Meryl Streep                     |
| 39  | 2011 | Morgan Freeman    | 74   | 9 tháng 6 năm 2011  | TV Land     | Betty White                      |
| 40  | 2012 | Shirley MacLaine  | 78   | 7 tháng 6 năm 2012  | TV Land     | Meryl Streep                     |
| 41  | 2013 | Mel Brooks        | 86   | 15 tháng 6 năm 2013 | TNT         | Martin Short                     |
| 42  | 2014 | Jane Fonda        | 76   | 13 tháng 6 năm 2014 | TNT         | Wanda Sykes                      |
| 43  | 2015 | Steve Martin      | 69   | 4 tháng 6 năm 2015  | TBS         | Mel Brooks                       |
| 44  | 2016 | John Williams     | 84   | 9 tháng 6 năm 2016  | TNT         | Steven Spielberg                 |
| 45  | 2017 | Diane Keaton      | 71   | 8 tháng 6 năm 2017  | TNT         | Woody Allen                      |
| 46  | 2018 | George Clooney    | 57   | 7 tháng 6 năm 2018  | TNT         | Shirley MacLaine                 |
| 47  | 2019 | Denzel Washington | 64   | 6 tháng 6 năm 2019  |             |                                  |